# トップバリュコレクション
トップバリュコレクション株式会社（英: TOPVALU COLLECTION Co., Ltd.）は、千葉県千葉市美浜区の幕張新都心に本社を置く、日本の小売事業者である。イオンリテール株式会社の完全子会社。

## 概要
イオングループのGMS事業において食料品に次いで2番目に高い売上高比率を占めていた衣料品は、粗利率が3割を超える高採算カテゴリーであったが、長らく売上が伸び悩んでいた。そこで衣料品売場の抜本的改革として、イオンリテールの子会社として分社化、2008年12月に包括業務提携契約を締結した三菱商事株式会社のもつ調達ネットワークを活用し、衣料品の企画・製造から販売までのすべての段階をコントロールするSPAモデルを導入した。
現在は、東北地方から中国・四国地方までの多くのイオンの衣料品売場に出店している。
2024年3月にイオンリテールのカジュアル部門を統合し、ブランド名を「TVC」に変更した。

## 歴代社長
| 代 | 氏名       | 期間                  | 旧職                                              | 新職                              |
| -- | ---------- | --------------------- | ------------------------------------------------- | --------------------------------- |
| 1  | 荻原久示   | 2010年3月 - 2015年3月 | イオンリテール 常務取締役副社長付                 |                                   |
| 2  | 木村謙一   | 2015年3月 - 2019年3月 | イオンリテール 執行役員東海・長野カンパニー支社長 | イオン サービス・専門店事業担当付 |
| 3  | 三浦隆司   | 2019年3月 - 2023年3月 | トップバリュコレクション 専務取締役               |                                   |
| 4  | 小田嶋淳子 | 2023年3月 - 2025年3月 | イオンリテール 衣料本部 レディス商品部長          | イオンリテール 衣料品本部長       |
| 5  | 大迫博文   | 2025年3月 - 現在      | トップバリュコレクション 取締役                   |                                   |